# Nikola Žižić (basquetbolista, nascut el 1994)
|  | No s'ha de confondre amb Nikola Žižić (basquetbolista, nascut el 2000). |

Nikola Žižić (nascut el 17 de febrer de 1994) és un jugador de bàsquet professional montenegrí que juga al Benicarló de la LEB Plata.

## Carrera professional
Durant la temporada 2016-17, Žižić va jugar al FMP. El 17 de desembre de 2018, va fitxar per Dynamic VIP PAY.